# Void-Vacon
Void-Vacon é uma comuna francesa na região administrativa de Grande Leste, no departamento de Meuse. Estende-se por uma área de 35,58 km². Em 2010 a comuna tinha 1 665 habitantes (densidade: 46,8 hab./km²).